# Медведев, Николай Яковлевич (сенатор)
Николай Яковлевич Медведев (род. 13 октября 1951, Первомайское) — российский политик, член Совета Федерации (2002—2007).

## Биография
С 1970 по 1993 служил в Вооруженных Силах, прошел путь от рядового до полковника. Служил в Среднеазиатском и Уральском военных округах, Северной группе войск.
Работал консультантом, специальным корреспондентом центральной газеты Минобороны СССР «Красная звезда», а также в информационно-аналитических структурах Министерства обороны, возглавлял его пресс-центр. В 1990-1991 годы работал в информационно-аналитическом центре Аппарата Президента СССР.

### Политическая карьера
С 1993 года участвовал в создании федеральных органов налоговой полиции РФ. Возглавлял Центр общественных и внешних связей ФСНП РФ.
С декабря 2001 года по июль 2007 года являлся членом Совета Федерации от Псковского областного Собрания депутатов.